# Парада-де-Гатін
Парада-де-Гатін (порт. Parada de Gatim; МФА: [pɐ.ɾɐ.dɐ dɨ gɐ.ˈtĩ]) — парафія в Португалії, у муніципалітеті Віла-Верде. Розташована в північно-західній частині країни, на теренах історичної португальської провінції Дору-Міню. Входить до складу округу Брага. За адміністративним поділом, чинним до 1976 року, терени парафії були складовою провінції Міню. Належить до Бразької архідіоцезії Католицької церкви. Патрон — Ісус Христос. Площа — 3,2152 км². Населення — 793 ос. (2011). Слабо урбанізований регіон. Густота населення — 246,64 осіб/км²
. Код — 031331.

## Населення
| Кількість мешканців | Кількість мешканців | Кількість мешканців | Кількість мешканців | Кількість мешканців | Кількість мешканців | Кількість мешканців | Кількість мешканців | Кількість мешканців | Кількість мешканців | Кількість мешканців | Кількість мешканців | Кількість мешканців | Кількість мешканців | Кількість мешканців |
| ------------------- | ------------------- | ------------------- | ------------------- | ------------------- | ------------------- | ------------------- | ------------------- | ------------------- | ------------------- | ------------------- | ------------------- | ------------------- | ------------------- | ------------------- |
| 1864                | 1878                | 1890                | 1900                | 1911                | 1920                | 1930                | 1940                | 1950                | 1960                | 1970                | 1981                | 1991                | 2001                | 2011                |
| 621                 | 576                 | 648                 | 615                 | 624                 | 533                 | 598                 | 819                 | 732                 | 715                 | 630                 | 766                 | 707                 | 781                 | 793                 |